# Gare du Locle-Col des Roches
Ne doit pas être confondu avec Gare du Locle.
 (mai 2020).
Si vous disposez d'ouvrages ou d'articles de référence ou si vous connaissez des sites web de qualité traitant du thème abordé ici, merci de compléter l'article en donnant les références utiles à sa vérifiabilité et en les liant à la section « Notes et références ».
La gare du Locle-Col des Roches est une gare ferroviaire située dans la commune du Locle dans le canton de Neuchâtel en Suisse. Elle se trouve près de la frontière franco-suisse.

## Situation ferroviaire
Cette gare est située dans un quartier du Locle proche du col des Roches et de la frontière avec le département du Doubs.

## Service des voyageurs

### Desserte
La gare est desservie plusieurs fois par jour par des trains TER Bourgogne-Franche-Comté reliant les gares de La Chaux-de-Fonds et Morteau. Certains trains sont prolongés en France jusqu'à Besançon.

### Intermodalité
La gare est en correspondance à l'arrêt Le Locle-Col-des-Roches, gare avec la ligne 381 reliant la gare du Locle à La Brévine.

## Matériel desservant la gare
- Autorails :
  - X 73500 (A TER) pour les relations TER Besançon-Viotte → Morteau → La Chaux-de-Fonds

- Éléments automoteurs diesels :
  - X 76500 (XGC) pour les relations TER Besançon-Viotte → Morteau → La Chaux-de-Fonds